# Hughes Bolckow
Hughes Bolckow (anciennement MM. Hughes, Bolckow et Co., Limited) était une société de démolition navale bien connue basée à Blyth (Northumberland).

## Historique
Ayant l’intention de créer un parc industriel pour démanteler les navires de guerre obsolètes en 1911, l’entreprise loua 6 acres (2,4 ha) de terres à Lord Ridley et aux commissaires du port de Blyth.
La compagnie a réalisé la démolition d’un certain nombre de navires célèbres de la Royal Navy, y compris le HMS Britannia (précédemment HMS Prince of Wales). Leur premier navire est l’ancien navire d’entraînement industriel certifié, le HMS Southampton, qui est envoyé à Blyth en juin 1912 pour être démantelé. En réponse aux demandes des clients, l’entreprise crée une série d’antiquités de choix à partir du beau vieux bois assaisonné qu’ils possédaient du Britannia. L’entreprise avait même un département de bois de navire qui créerait des articles fabriqués à partir de bois de teck pris à partir de cuirassés obsolètes et conservés dans « Solignum ».
Pendant la Première Guerre mondiale, MM. Hughes, Bolckow et Co., Limited expérimentent l’emploi de femmes dans des emplois traditionnellement réservés aux hommes. En 1916, 13 % de la main-d’œuvre était des femmes. Le ministère du Travail britannique a approuvé les travaux à condition que les femmes n’aient pas à soulever des poids pesant plus de 5 livres (2,3 kg).
En 1921, l’entreprise acquiert quatre immenses hangars en béton à l’aérodrome de Marske-by-the-Sea dans le Yorkshire du Nord. Les hangars avaient également un terrain de 30 acres (12 ha) que l’entreprise annonçait être utilisé pour stocker et éliminer les matériaux achetés par l’entreprise dans les décharges en France.
Au cours de son existence, la société a racheté un certain nombre d’autres sociétés telles que la Worth, Mackenzie ft Company, Limited, qui a été achetée en 1935. En 1952, elle était devenue une filiale de Metal Industries, Limited et était cotée sur leurs livres. En 1960, The Hughes Bolchow Shipbreaking Co., Ltd., de Blyth, a changé son nom en Hughes Bolckow Ltd. afin de servir d’avis que, bien que son activité principale était encore dans la démolition, la compagnie se diversifiait.
Ils ont également mis au rebut des locomotives en masse au cours des années 1960, mais une locomotive a été achetée dans ce secteur : classe T2 NER N° 63395,.